# Muhammad Speaks

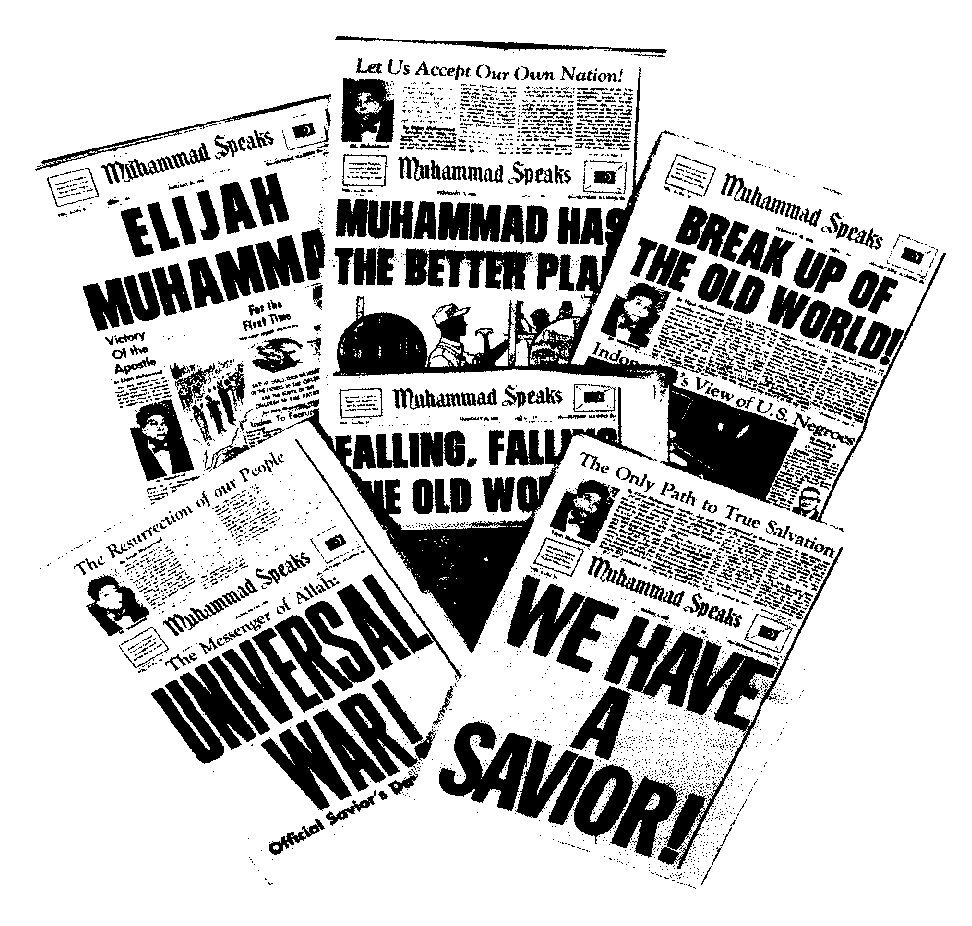
Ausgaben von Muhammad Speaks

Muhammad Speaks war von 1961 bis 1975 die offizielle Zeitung der Nation of Islam (NOI). Sie war eines der größten Nachrichtenblätter, das von einer afroamerikanischen Organisation herausgegeben wurde. Ihre wöchentliche Auflage betrug zeitweise über 800.000 Einheiten. Die Zeitung war internationalistisch und didaktisch ausgerichtet und versuchte, die schwarze Rasse durch "Selbsterkenntnis" umzubilden. Dabei wurde eine Reihe von unterschiedlichen Themen behandelt. Dazu gehörten Afrika, Politik, Kunst und Aktivitäten der NOI. Bis 1959 wurde die Zeitschrift in New York City und ab 1961 in Chicago veröffentlicht. Muhammad Speaks erschien bis Juli 1962 monatlich, ab 1963 im wöchentlichen Rhythmus. Imam W.D. Mohammed, der Sohn und Nachfolger des NOI-Führers Elijah Muhammad, benannte 1975 die Zeitung in Bilalian News um. Der Name verwies auf Bilāl ibn Rabāh, einen aus Ostafrika stammenden Gefährten des Propheten Mohammed, der als sein erster Muezzin diente. 1981 wurde das Papier erneut umbenannt, und zwar in Muslim Journal. Diese Zeitung hat allerdings nicht mehr so großen Einfluss auf die amerikanische Gesellschaft und die US-Politik ausgeübt wie vorher Muhammad Speaks.

## Hintergrund der Entstehung: Nation of Islam and Civil Rights Movement
Die im Jahre 1930 in Detroit gegründete Nation of Islam war zu Beginn außerhalb von Chicago und New York recht unbekannt. Mitte der 1940er Jahre wandte sich Malcolm X, der durch eine schwere Kindheit geprägt war, nach einer mehrjährigen Haftstrafe wegen Einbruchs der Nation of Islam zu. Nachdem die meisten in seiner Familie zur NOI konvertiert waren, schloss auch er sich der Bewegung an. Als es 1959 in New York zu einem Vorfall zwischen einem Polizisten und einem schwarzen Zuschauer eines Handgemenges kam, spielte Malcolm X eine entscheidende Rolle. Nachdem der Polizist den Afroamerikaner mit einem Schlagstock schlug, wurde dieser nicht ins Krankenhaus gebracht, sondern direkt ins Gefängnis. In einer halben Stunde hatten sich daraufhin Malcolm X und 50 weitere Anhänger der NOI in Stellung vor dem New Yorker Bezirk gebracht und erzwangen somit, dass dem Mann medizinische Hilfe zuteilwurde.
Durch dieses Ereignis wurde die NOI schlagartig in der breiten Öffentlichkeit bekannt. Die Medienaufmerksamkeit stieg mit der fünfteiligen Fernsehdokumentation "The Hate That Hate Produced" des US-amerikanischen Moderators Mike Wallace und einem Buch über die Nation of Islam, Black Muslims in America von C. Eric Lincoln. In der Fernsehdokumentation wurden kontroverse Thesen der NOI, wie die Behauptung, Weiße wären "blauäugige Teufel" aufgegriffen. Die Dokumentation sorgte für scharfe Kritik an der NOI, unter anderem auch aus der afroamerikanischen Community. Beamte der NAACP (National Association for the Advancement of Colored People), Dr. Martin Luther King Jr. und Thurgood Marshall, kritisierten Nation of Islam und bezeichneten sie als "Hassgruppe" und Schlägertrupps. Darüber hinaus berichteten unter anderem die New York Times und Reader’s Digest über die Nation of Islam. Der größte Teil dieser Aufmerksamkeit war negativ, da der Dokumentarfilm auf das Wort "Hass" fixiert war. Das starke Medieninteresse, das der Dokumentarfilm auslöste, veranlasste die NOI dazu, ihre erste nationale Zeitung zu veröffentlichen.
Umstritten ist, wann und von wem die Zeitung gegründet wurde. Malcolm X behauptete, dass er die Zeitung 1959 in New York gegründet und Muhammad Speaks genannt habe. Das Muslim Journal sieht ebenfalls Malcolm X als Gründer an. Nach anderen Berichten dagegen hatte er 1960 nur ein Blatt mit dem Namen Mr. Muhammad Speaks gegründet, während es eigentlich Elijah Muhammad war, der 1961 nach einem Treffen mit Malcolm X Muhammad Speaks ins Leben rief.

## Entwicklung und Funktionen der Zeitung
Nach Maureen Smith wurde die erste Ausgabe von Muhammad Speaks, die sich der Freiheit, Gerechtigkeit und Gleichheit für den schwarzen Mann widmete, im Oktober 1961 gedruckt. Mit der Hilfe des nicht-muslimischen Herausgebers Dan Burley, des Künstlers Eugene Majied und des südasiatisch-amerikanischen Kolumnisten Abdul Basit Naeem wurde es eine unter Afroamerikanern beliebte Zeitung. Die Auflage der Zeitung stieg mit einer Geschwindigkeit, die mit der Unzufriedenheit der Afroamerikaner in den USA während des Freiheitskampfes der Bürgerrechtsbewegung vergleichbar war. Im Laufe der Zeit ergaben sich allerdings Differenzen zwischen Elijah Muhammad und Malcolm X, die damit zu tun hatten, dass die Ziele beider sehr unterschiedlich waren. Malcolm X wollte politisch aktiver sein, während Elijah Muhammad einen weitaus konservativeren, religiösen Separatismus bevorzugte. So wurde ab 1962 in Muhammad Speaks, das zu dieser Zeit von Elijah Muhammads Sohn Herbert Muhammad herausgegeben wurde, immer weniger über Malcolm X berichtet.
Nach Dawn-Marie Gibson sollte die Zeitung vier Zwecke erfüllen, nämlich:
1. als ein Korrektiv für die negative Darstellung der Nation Of Islam in den nationalen Medien dienen,
2. Elijah Muhammad und seine Lehren fördern,
3. die in den ganzen USA verstreuten Mitglieder der NOI miteinander verbinden und
4. zum übergreifenden Ziel der wirtschaftlichen Autarkie der Nation of Islam beitragen.[14]

Nach Monica Reed und Edward E. Curtis IV hatte die Zeitung die zwei folgenden Primärfunktionen: 
1. Zum einen war es das offizielle Medium, durch das sich die NOI der Welt präsentierte. Als solches enthielt Muhammad Speaks die Lehren Elijah Muhammads, eine Kolumne über das Gebet und andere religiöse Angelegenheiten, hunderte persönliche Zeugnisse von NOI-Mitgliedern, Fotos von Mitgliederaktivitäten, eine Kolumne für muslimische Frauen, Berichte über die Schulen der Bewegung und weitere Informationen zur NOI.
2. Zum anderen veröffentlichte die Zeitung auch Artikel von vielen Nicht-Muslimen und wurde auf diese Weise zu einer vertrauenswürdigen Nachrichtenquelle unter Afroamerikanern zu Themen wie dem Vietnamkrieg und dem Fortbestand von sozialer Ungleichheit und Rassismus nach dem Civil Rights Act of 1964.[12]

1964 wurde der Autor und Stückeschreiber Richard Durham zum neuen Herausgeber der Zeitung. Unter seiner Führung, die bis 1969 andauerte, erlebte Muhammad Speaks ein beträchtliches Wachstum. Elijah Muhammad kaufte eine neue Druckmaschine, die den Mitarbeitern erlaubten, die Zeitung vollständig vor Ort herzustellen. Die Maschine konnte 50.000 Exemplare pro Stunde herstellen. 1969 stellte diese Maschine 400.000 Exemplare pro Woche her. Unter Durhams Leitung begann sich die Zeitung auch stärker mit der Geschichte von Schwarzen und internationalen Nachrichten aus Afrika zu befassen. Schwarze Aktivisten und afro-amerikanische Intellektuelle lasen die Zeitung, um sich über die Ereignisse im Kongo zu informieren und über Comic Strips zur Helden der afrikanisch-islamischen Geschichte zu sinnieren. Mitglieder der Fruit of Islam, die als Miliz der NOI diente, betrachteten es als ein religiöses Ritual und eine heilige Pflicht, die Zeitung auf der Straße zu verkaufen. Sie kleideten sich dafür besonders fein in Anzug und Krawatte und begegneten möglichen Interessenten besonders höflich, um auf diese Weise neue Mitglieder für die NOI zu gewinnen. Jedem Mitglied wurde eine Quote an Exemplaren zugeteilt, die er zu verkaufen hatte. Mitglieder, die die ihnen zugeordnete Quote übertroffen hatten, wurden regelmäßig in der Zeitung vorgestellt.
1969 übernahm John Woodford, der frühere Herausgeber des Ebony-Magazins, die Herausgabe von Muhammad Speaks. Er nahm mehr Fotografien und Beiträge über Kunst und Musik in die Zeitung hinein. 1972 folgte Leon Forrest nach, ein Roman-Autor und Professor, bis 1972 Askia Muhammad die Herausgeberschaft übernahm. Unter seiner Leitung konzentrierte sich die Zeitung wieder stärker auf die Nachrichten aus der NOI, die zu dieser Zeit eine spektakuläre ökonomische Expansion erlebte. Muhammad Speaks vermeldete einen Anstieg der Auflage der Zeitung auf 800.000.

## Positionen zum Sport
Die Nation Of Islam war eine religiöse Organisation und eine Soziale Bewegung. Einige derer Lehren befassten sich mit Fragen im Zusammenhang mit einer Reihe von sportlichen Aktivitäten, und zunächst lehnte die NOI die "Übel" des Profisports und der Profispiele ab. Dennoch lässt sich auf den Seiten von Muhammad Speaks eine Veränderung in der Position der NOI zum Sport feststellen, da die Führung der Organisation den politischen Nutzen erkannte, den eine Vereinigung mit einem prominenten muslimischen Athleten wie zum Beispiel Muhammad Ali ihrer Bewegung bieten konnte.
Zu Beginn zeichnete Muhammad Speaks ein sehr negatives Bild vom Sport. Schwarze Athleten wurden ermahnt, sich gegen eine Profikarriere im Sport zu entscheiden. Im Laufe der Zeit änderten Elijah Muhammad und seine Zeitung jedoch ihre Positionen zum Sport und zu Profisportlern. Entscheidend war hier der Moment, als Cassius Clay im Februar 1964 Sonny Liston den Weltmeistertitel im Schwergewicht abrang. Clay hatte schon vorher an Treffen der Nation of Islam teilgenommen. Wenige Tage nach seinem Sieg verkündete er seinen Übertritt zum Islam und die Änderung seines Namens von Cassius Clay in Muhammad Ali, ein Name, den ihm Elijah Muhammad verliehen hatte. Mit dem Erfolg von Muhammad Ali begann die Nation of Islam, ohne ihre frühere Position aufzugeben, die "bösen" Aspekte von Alis Beruf stillschweigend zu übergehen und den Profisport als einen Weg zu begreifen, auf dem ihre Botschaft einem breiteren Publikum vermittelt werden konnte. Die anschließende Karriere von Ali wurde auf den Seiten von Muhammad Speaks sehr ausführlich dokumentiert. Fast jede Ausgabe von "Muhammad Speaks" ab dem Jahr 1965 drehte sich in Teilen um Muhammad Ali. Unter der Überschrift “News from the Camp of the Champ” erschien regelmäßig eine Seite mit Geschichten und Bildern von ihm.
In seiner Kolumne in Muhammad Speaks prangerte Elijah Muhammad allerdings immer noch die Übel des Sports an und verknüpfte die Ausübung des Christentums mit der wachsenden Popularität des Sports und dem Schaden, den die Spiele verursachten. So schrieb er im Oktober 1962:

„Hunderte von Millionen von Dollar wechseln den Besitzer zu Gunsten einiger weniger zum Schaden von Millionen. Diese leiden schon unter dem Mangel an guter Ausbildung. Mit ihren letzten paar Pennys helfen diese dann jenen, welchen bereits geholfen wurde. Damit helfen sie den Glücksspiel-"Wissenschaftlern" noch mehr Profit zu gewinnen, die ein Glücksspiel geschaffen haben, bei dem die armen Trottel nur eine Gewinnchance von Eins zu Neunhundert haben. Die Welt des Sports verursacht also ungeheures Übel.“

Im April 1969 trat ein Bruch in der Beziehung zu Muhammad Ali ein, der auch auf den Seiten von Muhammad Speaks sichtbar wurde. So behauptete Elijah Muhammad, Muhammad Alis Hauptinteresse sei das Geld, und er ziehe "Sport und Spiel" dem Islam vor. Allah verurteile den Sport als töricht, so Elijah Muhammad. Folglich wurde er für ein Jahr aus dem Kreis der Bruderschaft der NOI unter der Führung und den Lehren von Elijah Muhammad entfernt und sollte nicht mit seinem muslimischen, sondern mit seinem bürgerlichen Namen, Cassius Clay, angesprochen werden. Die Gefahr bei Sport und Spiel, zu denen für Elijah Muhammd auch Bowling und Glücksspiele gehörten, liege darin, dass sie Schwarze von dem nahenden Unheil abzulenken und sie von ihrem Geld zu trennen, das besser für den Kauf von Land zum Anbau von Feldfrüchten ausgegeben werden könnte.

## Frauenbewegung innerhalbMuhammad Speaks
Elijah Muhammads Gender-Ideologie war weitgehend von der Überzeugung geprägt, dass afroamerikanische Frauen den Schutz und die Kontrolle schwarzer Männer benötigen. In seiner Publikation "Message to the Blackman in America" stellte er fest: "Es gibt keine Nation auf der Erde, die weniger Respekt vor ihren Frauen und so wenig Kontrolle über sie hat wie wir so genannten Neger hier in Amerika." Elijah Muhammad betrachtete den Schutz und die Kontrolle der Frauen als Voraussetzung für die Wiederherstellung der schwarzen Männer als Versorger und Patriarchen in ihren Familien- und Gesellschaftskreisen.
Die schriftlichen Zeugnisse und mündlichen Geschichtserzählungen von weiblichen Mitgliedern der Nation Of Islam lassen erkennen, dass viele Frauen unabhängig von Männern der Organisation beigetreten sind. Das ehemalige NOI-Mitglied Frances l bemerkte in einer Ausgabe der MS-Zeitung:

„Islam was first introduced to me through Muhammad Speaks... When I first heard of Islam, I knew my long search had ended...I was at home. When I speak of home, I do not mean a house, but an environment where we are united as one, where a woman is given her proper place to fulfil her role as a wife and mother“

„Der Islam wurde mir zuerst durch Muhammad Speaks vorgestellt ... Als ich zum ersten mal vom Islam hörte, wusste ich, dass meine lange Suche geendet hatte... ich war zu Hause. Wenn ich von zu Hause spreche, meine ich nicht ein Haus, sondern eine Umgebung, in der wir als Einheit vereint sind, in der einer Frau ihr gebührender Platz eingeräumt wird, damit sie ihre Rolle als Ehefrau und Mutter erfüllen kann.“

Jedoch versuchten auch andere Kolumnistinnen wie Tynetta Deanar, die Ideologie der NOI positiv zu kommentieren. In ihrer Kolumne "The Woman in Islam" bekräftigte sie die Gender-Ideologie der NOI. Deanars Kommentare heben die Tatsache hervor, dass die Frauen der Nation Mandate über traditionelle Geschlechterrollen im Allgemeinen nicht so auslegten, dass sie auf den häuslichen Bereich beschränkt waren oder ihre Interessen auf Hauswissenschaft und Kindererziehung beschränkt blieben. Ihre Schriften für die Kolumne zeigen eine positivere Interpretation der Gender-Ideologie und erinnern daran, dass auch die Konservativen, männlichen Mitglieder der Nation verlangten, Frauen zu schätzen, zu respektieren und zu ehren. In einem ihrer Beiträge von 1962 mit dem Titel Muslim Woman is Model Personality („Die Muslimische Frau als vorbildliche Persönlichkeit“) bemerkte sie:

„Negerfrauen sind von Natur aus kreativ, immer auf der Suche nach dem Ungewöhnlichen...sei es im häuslichen, sozialen, intellektuellen, schulischen oder beruflichen Bereich. ..Die Frau ist das grundlegende Geheimnis des Erfolgs jeder Nation... ohne sie würde der Mann aus groben Töpfen essen, vielleicht sogar mit den Fingern, auf Steinbänken sitzen und auf harten Holzböden schlafen. Aber die Frau, die eine Schöpfung von Schönheit und Charme ist, inspiriert die Schaffung einer schönen Zivilisation ...“

## Belege
1. 1 2  Muhammad: Muhammad Speaks. 2007, Bd. I, S. 438.
2. ↑  Smith,: Muhammad Speaks and Muhammad Ali. 2002, S. 179.
3. ↑  Reed/Curtis IV: “Muhammad Speaks”. 2010, S. 403.
4. ↑  Berg: Elijah Muhammad and Islam. 2009, S. 40.
5. ↑  Berg: Elijah Muhammad and Islam. 2009, S. 40f.
6. ↑  Berg: Elijah Muhammad and Islam. 2009, S. 41.
7. ↑  Gibson: “Nation Women’s Engagement and Resistance in the Muhammad Speaks Newspaper”. 2015, S. 4.
8. ↑  Berg: Elijah Muhammad and Islam. 2009, S. 41.
9. ↑  Berg: Elijah Muhammad and Islam. 2009, S. 41.
10. ↑  Gibson: “Nation Women’s Engagement and Resistance in the Muhammad Speaks Newspaper”. 2015, S. 5.
11. 1 2 3  Smith: “Muhammad Speaks and Muhammad Ali.” 2002, S. 177.
12. 1 2 3  Reed/Curtis IV: “Muhammad Speaks”. 2010, S. 402b.
13. ↑  Berg: Elijah Muhammad and Islam. 2009, S. 42.
14. ↑  Gibson: Nation Women's Engagement and Resistance in the Muhammad Speaks Newspaper. 2015, S. 5.
15. ↑  Reed/Curtis IV: “Muhammad Speaks”. 2010, S. 403a.
16. ↑  Reed/Curtis IV: “Muhammad Speaks”. 2010, S. 402b–403a.
17. ↑  Reed/Curtis IV: “Muhammad Speaks”. 2010, S. 403a.
18. ↑  Smith: Muhammad Speaks and Muhammad Ali. 2002, S. 178.
19. ↑  Smith: Muhammad Speaks and Muhammad Ali. 2002, S. 179.
20. ↑  Smith: Muhammad Speaks and Muhammad Ali. 2002, S. 188.
21. ↑  Berg: Elijah Muhammad and Islam. 2009, S. 48.
22. ↑  Gibson: “Nation Women’s Engagement and Resistance in the Muhammad Speaks Newspaper.” 2015, S. 8.
23. ↑  Gibson: “Nation Women's Engagement and Resistance in the Muhammad Speaks Newspaper.” 2015, S. 2.
24. ↑  Gibson: “Nation Women's Engagement and Resistance in the Muhammad Speaks Newspaper.” 2015, S. 7.